# Leucophenga cincta
Leucophenga cincta är en tvåvingeart som först beskrevs av Johannes Cornelis Hendrik de Meijere 1911.  Leucophenga cincta ingår i släktet Leucophenga och familjen daggflugor.